# Coenraad Kymmell
Coenraad Wolter Jan Kymmell (Utrecht, 23 november 1863 - Zeist, 7 maart 1924) was een Nederlands kunstschilder.
Kymmell was een zoon van Jan Wilmsonn Kijmmell en Adelaïde Albertine van Rappard. Hij woonde in de periode van 1870 tot 1890 zomers op de havezate Mensinge in Roden. Zijn hoofdverblijf was Utrecht waar hij rechten studeerde. Daarna is hij permanent op Mensinge gaan wonen met zijn ongetrouwde zus Christine, door de plaatselijke bevolking genaamd de ol' juffer (Gronings voor: 'de oude juffrouw'). Kymmell werd door zijn vader gedwongen om rechten te gaan studeren, waaraan hij ook begon, maar in zijn hart was hij een kunstenaar. Hij besloot te stoppen met zijn studie en richtte zich op het kunstschilderen.
De inwoners van Roden konden hem regelmatig zien met zijn schildersezel in het bos of op de Hazematen. Hij had een grote voorliefde voor Drentse landschappen. Kymmell overleed ongetrouwd in 1924. Hij heeft vele aquarellen en olieverfschilderijen nagelaten waarvan de gemeente Roden (nu Noordenveld) er na de aankoop van Mensinge in 1985 een aantal van de familie Kymmell heeft overgenomen.